# Saire
Die Saire ist ein Küstenfluss in Frankreich, der im Département Manche in der Region Normandie verläuft. Er entspringt im Gemeindegebiet von Le Mesnil-au-Val, entwässert generell in östlicher Richtung und mündet nach rund 31 Kilometern bei Réville, nördlich von Saint-Vaast-la-Hougue, in den Ärmelkanal. Der Fluss ist auch Namensgeber für die gleichnamige Landschaft Val de Saire, die jedoch großräumiger gesehen wird, als der konkrete Flussverlauf.

## Orte am Fluss
- Le Mesnil-au-Val
- Le Vast
- Valcanville
- Anneville-en-Saire
- Réville

## Sehenswürdigkeiten
- Wasserfall beim Ort Le Vast künstlich angelegt